# Kent Smith
Frank Kent Smith (* 19. März 1907 in New York City, New York; † 23. April 1985 in Woodland Hills, Kalifornien) war ein US-amerikanischer Schauspieler.

## Leben
Kent Smith assistierte schon als Kind einem Varietézauberer und gründete während seiner Studienzeit an der Harvard University eine Amateur-Schauspielertruppe. 1932 gelang ihm der Sprung an den Broadway, wo er umfangreiche Theatererfahrungen sammelte.
Im Jahr 1936 erfolgte das Filmdebüt von Smith in dem Krimifilm The Garden Murder Case, sein zweiter (und wohl wichtigster) Filmauftritt erfolgte allerdings erst sechs Jahre später: Als Oliver Reed, ahnungsloser Ehemann der bessenen Simone Simon, in dem Filmklassiker Katzenmenschen. Diese Rolle sollte er 1944 erneut in The Curse of the Cat People spielen. Weitere nennenswerte Rollen hatte er in Jean Renoirs Kriegsfilm Dies ist mein Land (1943) und als junger Arzt in Robert Siodmaks Thriller Die Wendeltreppe (1945). Trotz schauspielerischen Fähigkeiten und guten Aussehens konnte er sich in Hollywood nicht als Filmstar etablieren, was Kritiker teilweise einer gewissen Farblosigkeit in seinem Auftreten zuschrieben. Er spielte daher in größeren Filmproduktionen meist nur Nebenrollen, vor allem elegante Manager, Ärzte oder Politiker. Zum Ende seiner Schauspielerkarriere hin trat Smith auch in Fernsehserien wie Invasion von der Wega oder Peyton Place auf. Zuletzt spielte er im Jahr 1978 in dem Horrorfilm Die Sister, Die!.
Kent Smith war von 1937 bis zur Scheidung 1954 mit der Schauspielerin Betty Gillette verheiratet, sie hatten eine Tochter. In zweiter Ehe heiratete er 1962 seine Schauspielkollegin Edith Atwater, diese Verbindung hielt bis zu seinem Tod. Smith starb im April 1985 im Alter von 78 Jahren an Herzversagen.

## Filmografie (Auswahl)
- 1936: The Garden Murder Case
- 1942: Katzenmenschen (Cat People)
- 1943: Auf ewig und drei Tage (Forever and a Day)
- 1943: Hitler’s Children
- 1943: Dies ist mein Land (This Land Is Mine)
- 1943: Three Russian Girls
- 1944: The Curse of the Cat People
- 1944: Resisting Enemy Interrogation
- 1945: Die Wendeltreppe (The Spiral Staircaise)
- 1947: Nora Prentiss
- 1947: Fremde Stadt (Magic Town)
- 1948: Ein Mann wie Sprengstoff (The Fountainhead)
- 1949: Angst vor der Schande (My Foolish Heart)
- 1950: Im Solde des Satans (The Damned Don’t Cry)
- 1952: Paula (Paula)
- 1956: Um jeden Preis (Comanche)
- 1958: Geraubtes Gold (The Badlanders)
- 1958: Das Mädchen aus der Unterwelt (Party Girl)
- 1960: Fremde, wenn wir uns begegnen (Strangers When We Meet)
- 1959: Diese Erde ist mein (This Earth Is Mine)
- 1962: Mondgeflüster (Moon Pilot)
- 1963: Der Balkon (The Balcony)
- 1964: Die blaue Eskadron (A Distant Trumpet)
- 1967–1968: Invasion von der Wega (The Invaders; Fernsehserie, 13 Folgen)
- 1968: Sein gefährlichster Auftrag (Assignment to Kill)
- 1969: Frank Patch – Deine Stunden sind gezählt (Death of a Gunfighter)
- 1972: Peter und Tillie (Pete 'n' Tillie)
- 1973: Liebe in Fesseln (The Affair) (Fernsehfilm)
- 1973: Der verlorene Horizont (Lost Horizon)
- 1977: Billy Jack Goes to Washington
- 1978: Die Sister, Die!